# Assyriska FF
Assyriska FF (celým názvem Assyriska Fotbollsföreningen) je švédský fotbalový klub ze stockholmského předměstí Södertälje. V roce 2014 hraje Superettan, druhou nejvyšší soutěž v zemi.
Klub byl založen asyrskými přistěhovalci v roce 1971, v roce 1974 vznikl fotbalový oddíl. V roce 1992 postoupil do druhé nejvyšší soutěže, což se mu povedlo jako prvnímu mužstvu etnické menšiny v dějinách švédského fotbalu. V roce 2003 postoupil do finále Švédského poháru, rok 2005 přinesl jedinou účast Assyrisky v nejvyšší soutěži, kde ale skončila na posledním místě, když z 26 zápasů měla jen 14 bodů a skóre 17:52.
Assyriska má fanoušky v osmdesáti zemích světa, Asyřané ji považují za svoji národní reprezentaci, ačkoli dnes už v týmu vedle hráčů asyrského původu nastupují také Švédové, Afričané i Brazilci. Fanklub Assyrisky se jmenuje Zelge, což znamená „sluneční paprsky“. Klubovou hymnou je píseň My Assyrian team - the team of my dream. Klubové barvy Assyrisky jsou červená a bílá. Režisér Nuri Kino natočil o Assyrisce filmový dokument Assyriska – landslag utan land (švédsky Assyriska – reprezentační tým bez vlastního státu), který získal v roce 2006 hlavní cenu na filmovém festivalu v Beverly Hills.